# Dragan Perišić

Dragan Perišić - em sérvio, Драган Перишић (Belgrado, 29 de Outubro de 1979) - é um futebolista sérvio que atualmente atua pelo FC Metalurh Zaporizhzhya.